# Sarna (pan)

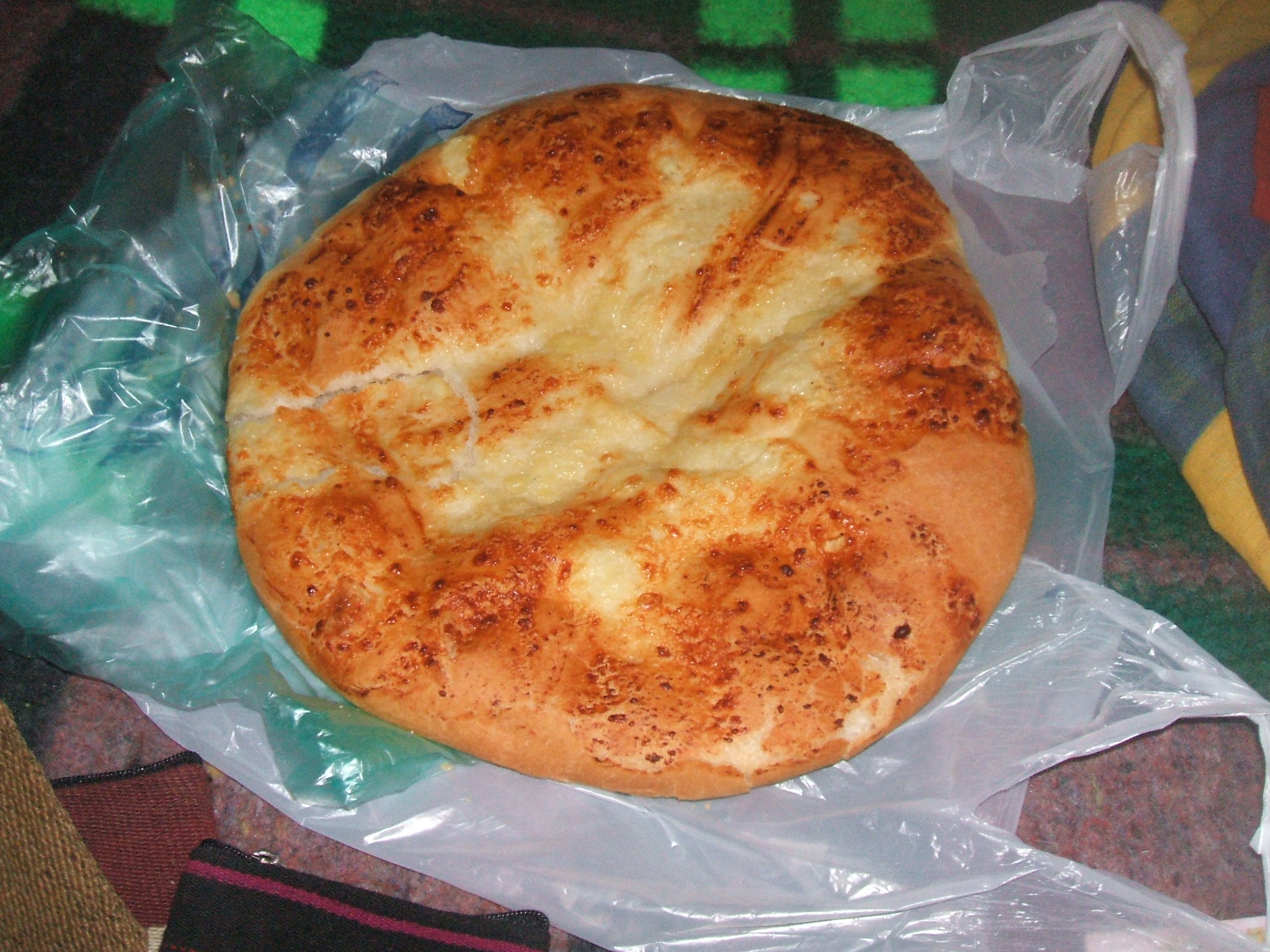

La sarna o sarnita es un pan de trigo relleno de queso que es típico de Bolivia. Es uno de los panes más tradicionales y difundidos del país, y se considera pareja de la marraqueta, pues se venden ambos juntos. Son variantes de la sarnita el pan de Arani y las tortillas cochabambinas, esta última rellena totalmente de queso no solo en la superficie.
Su nombre es debido al moteado del pan, provocado por la mezcla de huevo y queso desmenuzado que se le extiende por encima, el cual recuerda a la sarna de la piel. En Potosí, este pan es conocido como pan de queso y en Oruro como pan sarnoso.